# Antonio Ranieri
Antonio Ranieri (Napoli, 8 settembre 1806 – Portici, 4 gennaio 1888) è stato un patriota, scrittore e politico italiano.
Ricordato per la sua amicizia con Giacomo Leopardi, fu più volte deputato e senatore del Regno d'Italia.

## Biografia
Diffidato per le sue idee dalla polizia borbonica, girovagò in vari paesi stranieri. Ritornato in Italia e stabilitosi a Firenze, strinse una grande e profonda amicizia con il poeta Giacomo Leopardi. Ritornato a Napoli, presso la sua famiglia, gli diede ospitalità nella propria casa, avendo cura di lui, con l'aiuto della sorella Paolina, poi con devozione fraterna fino alla morte. A sue spese gli fece innalzare un monumento e pubblicò le opere leopardiane, assieme a una biografia del poeta, per la casa editrice Le Monnier a Firenze (1843-1845).

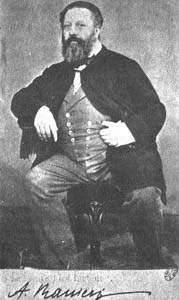
Ranieri negli anni '50 dell'800

Rivisitando, in Napoli, l'ospizio degli orfanelli e constatandone le magagne, si persuase a dare alle stampe, nel 1839, il romanzo da lui approntato fin dal 1837: Ginevra o l'orfanella della Nunziata, ove tra l'altro son svelati i gravi abusi perpetrati in quell'ospizio di trovatelli, col suscitare così l'odio della polizia borbonica: ciò che, alla fine di un iter processuale, lo gravò di una pena di 45 giorni di carcere (immediatamente sequestrato, il romanzo aveva avuto un'enorme circolazione clandestina). Quest'opera apriva gl'italiani del tempo a un nuovo genere romanzesco: per temi e svolgimento di stile, d'appendice  - le cui espressioni anteriori al Secondo Impero napoleonico, furono sempre nettamente anticlericali e vocate altresì a un vago umanitarismo riformatore-  allora già in auge in Francia auspice in primis il Souvestre. Il Ranieri ammise, nella prefazione alla terza stampa del romanzo (1862), l'ispirazione narrativa essergli venuta già intorno al 1831, durante il suo esilio londinese, aggiungendo:"Non ho inteso ritrarre in questo libro i costumi della Nunziata in particolare ma, tolta quindi l'occasione, quelli di tutta la città di Napoli in generale".
Due anni dopo pubblicò anche la Storia d'Italia dal V al IX secolo ovvero da Teodosio a Carlo Magno, nella quale mostrava i mali d'Italia in conseguenza del potere temporale dei papi: il libro gli valse nuove inimicizie. Nel 1842 decise di pubblicare un romanzo filosofico, Il frate Rocco.
Con la rivoluzione del 1848, alla quale però prese parte abbastanza passivamente, fu tuttavia eletto deputato al Parlamento napoletano. Nel 1861 fu eletto come deputato al Parlamento del Regno d'Italia e vi fu più volte confermato fino al 1881. Come deputato si occupò della questione meridionale e pubblicò Quattro discorsi circa la questione meridionale (1862). Nel 1882 fu nominato senatore del Regno. Fu anche professore di filosofia della storia nell'Università degli Studi di Napoli.
Nel 1860, tornò a dedicarsi alla politica, prendendo parte attivamente tra i patrioti che si recarono a Salerno per invitare Giuseppe Garibaldi a entrare a Napoli.
Nel 1880 pubblicò i Sette anni di sodalizio con Giacomo Leopardi, libro che suscitò alcune polemiche per rivelazioni che, diremmo oggi, violavano la privacy del poeta di Recanati. Nel libro egli dichiarava, tra le altre cose, di aver mantenuto il poeta a proprie spese. Giuseppe Piergili però nel 1892 (nel volume "Nuovi documenti intorno alla vita e agli scritti di Giacomo Leopardi") pubblicò delle lettere ma soprattutto delle cambiali di mano del Ranieri sottoscritte da Leopardi, l'ultima delle quali di 35 scudi incassata 4 giorni prima della morte del poeta, che dimostrarono il contrario, essendo quindi Leopardi a cercare di mantenere, sia pure parzialmente, sé stesso e i fratelli Ranieri con la scarsa rendita che i nobili genitori gli spedivano.